# 요도역 (교토부)
요도역(일본어: 淀駅)은 일본 교토부 교토시 후시미구에 위치한 게이한 전기철도 게이한 본선의 역이다. 역 번호는 KH27이다.
근처에 요도 차고가 위치하고 부역명으로 교토 경마장이 병기되어 있다.
북쪽의 주쇼지마 역과는 역간 거리가 4.4km 떨어져 있어 게히한 전철 전 노선에서는 가장 긴 거리를 보유하고 있다.

## 역 구조
섬식 승강장의 복합형 2면 4선의 고가역이다. 중앙이 본선, 양쪽 외측 선로가 대피선으로 사용된다.
현재의 역사는 2009년 9월 12일의 하행선의 고가화와 동시에 개설되어 요도야바시 방향에 있는 통상의 개찰구와 함께 데마치야나기 방향(교토 경마장 입구 부근)에 경마 개최 시에만 영업하는 임시 개찰구가 있다.

### 승강장
| 번호 | 노선          | 방향 | 행선                                               |
| ---- | ------------- | ---- | -------------------------------------------------- |
| 1・2 | ■ 게이한 본선 | 상행 | 주쇼지마・산조・데마치야나기 방면                  |
| 3・4 | ■ 게이한 본선 | 하행 | 히라카타시・교바시・요도야바시・나카노시마 선 방면 |

## 이용 현황
| 연도   | 하차 인원 | 승차 인원 |
| ------ | --------- | --------- |
| 2007년 | 12,685    | 6,377     |
| 2008년 | 12,806    | 6,430     |
| 2009년 | 12,197    | 6,101     |
| 2010년 | 12,249    | 6,195     |
| 2011년 | 12,260    | 6,063     |
| 2012년 | 12,173    | 6,096     |
| 2013년 | 11,679    | 6,041     |
| 2014년 | 12,388    | 6,408     |
| 2015년 | 13,072    | 6,609     |

## 역 주변
- 요도 성 터
- 요도 신사
- 후시미 구청 요도 출장소
- JRA 교토 경마장

## 인접역
| 게이한 전기철도 ■ 게이한 본선 | 게이한 전기철도 ■ 게이한 본선                                      | 게이한 전기철도 ■ 게이한 본선   |
| ----------------------------- | ------------------------------------------------------------------ | ------------------------------- |
| KH26 야와타시 요도야바시 방면 | ■ 급행(시종착 열차) ■ 통근 준특급 (평일 하행 운전) ■ 준특급 ■ 보통 | 주쇼지마 KH28 데마치야나기 방면 |